# Tan diferent com jo
Tan diferent com jo (originalment en anglès, Same Kind of Different as Me) és una pel·lícula de drama cristià del 2017 dirigida per Michael Carney, en el seu debut com a director, i escrita per Ron Hall, Alexander Foard i Michael Carney. Està basat en el llibre homònim del 2006 de Hall, Denver Moore i Lynn Vincent. La pel·lícula és protagonitzada per Greg Kinnear, Renée Zellweger, Djimon Hounsou, Olivia Holt, Jon Voight i Stephanie Leigh Schlund. La pel·lícula es va estrenar el 20 d'octubre de 2017 a càrrec de Pure Flix Entertainment. La pel·lícula va rebre crítiques en diversos sentits i va ser un fracàs de taquilla, ja que només va recaptar 6,4 milions de dòlars per un pressupost de 6,5 milions de dòlars. S'ha doblat al valencià per À Punt, que va emetre-la el 30 d'octubre de 2022.

## Repartiment
- Greg Kinnear com a Ron Hall
- Renée Zellweger com a Deborah Hall
- Djimon Hounsou com a Denver Moore
- Jon Voight com a Earl Hall
- Olivia Holt com a Regan Hall
- Austin Filson com a Carson Hall
- Geraldine Singer com a Tommye Hall
- Daniel Zacapa com a Julio Larraz
- Dana Gourrier com a Willow
- Thomas Francis Murphy com a Chef Jim
- Ann Mahoney com a Clara

## Producció
El 20 d'octubre de 2014, Renée Zellweger es va unir al repartiment per interpretar Deborah. El 28 d'octubre de 2014, Greg Kinnear, Djimon Hounsou i Jon Voight es van afegir al repartiment. El 7 de novembre de 2014, Olivia Holt s'hi va incorporar per interpretar Regan Hall. El rodtge fotografia principal va començar el 27 d'octubre de 2014 i va acabar el 19 de desembre de 2014.

## Estrena
La pel·lícula estava programada originalment per ser estrenada el 29 d'abril de 2016, però es va posposar fins al 3 de febrer de 2017. El 30 de desembre de 2016, la pel·lícula es va aplaçar al 20 d'octubre de 2017 i va ser adquirida per Pure Flix Entertainment. La pel·lícula es va estrenar en DVD i Blu-ray el 20 de febrer de 2018.